# Половинка (Тюменская область)
Половинка — упразднённая деревня в Аромашевском районе Тюменской области России. Входила в состав Новоберёзовского сельского поселения. Исключена из учётных данных в 2004 году.

## География
Располагалась у северной окраины Камбалинского болота, в 10 км (по прямой) к западу-юго-западу от центра сельского поселения села Новоберёзовка.

## История
До 1917 года входила в состав Малиновской волости Ишимского уезда Тюменской губернии. По данным на 1926 год состояла из 46 хозяйств. В административном отношении входила в состав Балахлейского сельсовета Аромашевского района Ишимского округа Уральской области.

## Население
| 1989 | 2002 |
| ---- | ---- |
| 55   | ↘0   |

По данным переписи 1926 года в деревне проживало 237 человек (109 мужчин и 128 женщин), в том числе: русские составляли 35 % населения, чуваши — 65 %.
Согласно результатам переписи 2002 года, в Половинке отсутствовало постоянное население